# 安楽寺 (東京都港区芝二丁目)
安楽寺（あんらくじ）は、東京都港区にある浄土真宗本願寺派の寺院。なお、当寺の約200メートル東北東の同区芝1丁目に同名の寺がある。そちらの寺も浄土真宗本願寺派である。混同を避けるため、当寺住職の姓が「橋戸」だったことから「橋戸の安楽寺」とも呼ばれている。

## 歴史
創建年代は不明である。当初は真言宗の寺院であった。
1232年（貞永元年）、親鸞は東国巡錫の旅の途上、当寺に宿泊した。当寺の住職「教明」は、親鸞の教えを聞き、浄土真宗に改宗した。当寺も浄土真宗の寺になった。
山号が「松林山」なのは、かつては当寺周辺に松の林があったからという。また、歴代住職の姓が「橋戸」なのは、昔、門（戸）の前に小さな橋が架かっていたので、「橋戸」を名乗ったという。

## 交通アクセス
- 三田駅より徒歩6分。